# Постлов
Постлов (њем. Postlow) општина је у њемачкој савезној држави Мекленбург-Западна Померанија. Једно је од 89 општинских средишта округа Остфорпомерн. Према процјени из 2010. у општини је живјело 374 становника. Посједује регионалну шифру (AGS) 13059077.

## Географски и демографски подаци
Постлов се налази у савезној држави Мекленбург-Западна Померанија у округу Остфорпомерн. Општина се налази на надморској висини од 9 метара. Површина општине износи 14,7 km². У самом мјесту је, према процјени из 2010. године, живјело 374 становника. Просјечна густина становништва износи 25 становника/km².